# Болнице шкотских жена — Јединица „Америка“ у Врању
| Болнице шкотских жена — Јединица „Америка“ у Врању |                                                               |
|                                                    |                                                               |
| Основана                                           | октобар 1918                                                  |
| Земља оснивач                                      | Шкотска, САД                                                  |
| Први управник                                      | др Агнес Бенет (dr Agnes Elizabeth Lloyd Bennett, 1872–1960)) |
| Престанак рада                                     | јули 1919.                                                    |
| Седиште                                            | Врање                                                         |

Болнице шкотских жена — Јединица „Америка“ у Врању или како су је српски војници називали Јединица Америка, била је једна од три болничке јединице из састава Болнице шкотских жена на солунском фронту, која је због указане потребе у периоду од 1918. до 1919. године радила и у Врању. Врање је у том тренутку било сасвим без лекара. Од осморице који су пре ратова радили у Врању, седморица су били мртви, а једини преживели врањски лекар др Панта Костић, још није био демобилисан. Болница „Америка“ предвођена докторком Изабел Емсли стигла је, и срдачно дочекана, у Врање 15. октобра. Беше се окупио силан свет, који их је засипао цвећем из врањских башти. А многи су са захвалношћу прилазили колима и целивали их.

## Састав Јединице „Америка”
„Јединица Америка“ која је добила назив по америчким филантропима, чија су имена била исписана на болничким креветима, била је искључиво формирана од жена старости од 25 до 45 година, претежно из Аустралије и са Новог Зелеанда. Особље од 60 чланица чинило је: пет лекарки хирурга, 20 обучених медицинских сестара, 10 болничарки,  главна медицинска сестра Мод Теит (Miss Maud Ellen Tate), администратор Флоренс Џек (Miss Florence Jack).
Лекарски тим чиниле су:
- др Купер Лилијан Вајолет  (dr Lilian Violet Cooper, 1861–1947), прва жена хирург у држави Квинсленд (Аустралија),
- др Џеси Скот (Dr. Jessie Ann Scott, 1883–1959), лекарка из Крајстчерчуа на Новом Зеланду, чланица Болнице шкотских жена у Крагујевцу и Крушевцу.
- др Сибил Луис (Dr. Sybil Lonie Lewis, 1874–1918), лекарка Болнице шкотских жена у Ваљеву,  ветеран из Болнице шкотских жена, под управом др Елис Хачинсон у Ваљеву.
- др Ана Лејла Мункастер (Dr. Anna Leila Muncaster, 1885–1930) лекарка у јединици Српског потпорног фонда у Крагујевцу (под командом госпође Стобарт), држала диспанзер на Руднику, била учесник повлачења преко Албаније, најдуже са Србима.
- др Мери де Гарис (Dr. Mary Clementinа De Garis), из Викторије, друга жена у Викторији са дипломом медицине.

- др Изабел Емсли (Dr. Isabel Emslie), која је пребацила болницу у ослобођену Србију.[4]

У екипи су такође биле:
- др Мери Гордон (Dr. Mary Louisa Gordon),
- др Грејс Пaилторп (Dr. Grace Winifred Pailthorpe),
- др Хелен Лили (Dr. Hellen Lillie),
- др Џоан Кенеди Роуз (Dr. Joan Kennedy Rose),
- др Мира Макензи (Dr. Myra Mackenzie),
- др Мабел Блејк (Dr. Mabel Nellie Blake) и
- др Мери Фергусон (Dr. Mary Mitchelina Grant Ferguson).[4]

У екипи је била и Мери Џозефина Бедфорд (Miss Mary Josephine Bedford), филантроп из Бризбејна.
Почетком јесени 1918. године  дошло је до промена у руководству болнице, када је Комитет болница жена Шкотске у Единбургу именовао младу др Изабел Емсли, из болнице „Гертон и Њунем“, за главног лекара јединице „Америка“. Нешто пре тога, др Агнес Бенет, а затим и др Алиса Де Гарис, које су биле на местима главних лекара јединице „Америка“, напустиле су болницу у Острову, јер нису издржале боравак на изразито маларичном подручју.

## Историја
Октобра 1918. године, по наређењу начелника санитета српске војске пуковника др Ђоке Владисављевића, јединица „Америка“ напушта Острово и одлази у Врање, где је њена помоћ била најпотребнија, јер од Скопља до Ниша није било ниједне болнице. Иако је рат завршен, његове трагичне последице су се и даље осећале. Четири српска доктора и неколико студената медицине који су до доласка јединица „Америка“ радили херојски у војној болници... 
| „ | ...нису се бавили само рањеницима, већ и оболелима од Шпанске грознице... Урадили су огроман посао, али нису имали времена за чишћење санитарних просторија... тако да су задаци за јединицу „Америка“ и у том погледу били огромни... | ” |

У варош су се враћали демобилисани  Врањанци, а по њиховим кућама владао је шпански грип. Након епидемије шпанског грипа, болницу је чекала и епидемија пегавца с почетка 1919. године. Шест медицинских сестара које су добиле пегави тифус је оздравило, али је преминула Агнес Ерл, превијајући ногу болесника од пегавца. На њену сахрану дошло је на хиљаде људи из Врања и околине.
Када је епидемија санирана у априлу 1919. одељење за пегави тифус, било је претворено у хируршко, у које су нагрнули сви они грађани који су били на листи чекања за операцију. Отворено је и дечје хируршко и гинеколошко одељење.
У Врању је болница радила годину дана, до октобра 1919. године и у овом делу Србије дала највећи могући допринос у сузбијању епидемија шпанске грознице и пегавца, и пружању опште медицинске, гинеколошке, педијатријске и хируршке помоћи војницима и цивилном становништву Врања и околине. Тако је ова болница постала једина страна болница која је на тлу Србије радила и годину дана у миру, након завршетка ратних операција, помажући Србији, онда када је то било најпотребније. Пре потпуног престанка рада мисије Шкотских жена, леди Хатон је помогла да се у Врању отвори окружна болница, за целокупни допринос она је добила је Орден св. Саве и Орден Белог орла.
Када је болница предата српским властима, већина чланова Болнице шкотских жена — Јединица „Америка“ се вратило кући и наставила своје предратне животе, док су друге остале у Србији да би наставиле пружати медицинску помоћ Српском народу у тешком послератном периоду.

## Значај
Рат је формално био при крају, али не и његове трагичне последице, у ослобођеном Врању нарочито су било уочљиве. Врање је у моменту ослобођења било сасвим без лекара. Од осморице који су пре ратова радили у Врању, седморица су били мртви, а једини преживели врањски лекар др Панта Костић, још није био демобилисан.
Врање је било препуно ратника, самртнике и оболеле од посебног облика инфлуенце – шпанске грознице, која је постала европска епидемија, а касније и светска пандемија. Демобилисани ратници из Врања и околине враћали су са фронта,  и у њима затицали пусте куће, јер су њихове жене или деца, или сви редом, помрли су од шпанске грознице само који дан пре њиховог доласка кући. Скоро свуда у Врању се чуо лелек и нарицање уместо радосних усклика оствареној победи и повратку кући.
У таквим условима обнављање рада Врањске болнице у другој половини 1918. године било је потребније него у време егзодуса 1915. године, јер је  Врању медицинска ситуација била јако тешка, не само због недостатка медицинског кадра већ и због чињенице да је након напуштања окупиране територије, непријатељ све болнице у Србији спалио или до темеља порушио, а опрему опљачкао или уништио.

Како хирургија пре тога није постојала у Врању значај Јединице „Америка, огладало се и у томе...
...што су извршене операције сматране за чудотворне, а излечени пацијенти изазивали су запрепашћење у граду. Ниједног трена Врањанци нису посумњали у стручност странкиња, младих жена, хирурга... Иако су у то доба у самој Србији жене лекари биле реткост.

## Организација рада
У лето 1918. за главног болничког официра у Врању именована је  и прекомандована у Врање др Изабел Галовеј Хатон (1887 - 1960; енгл. Isabel Galloway Hutton). Она је дошла у Врање са још 11 лекара и 40 медицинских сестара и у Врању постављала основе здравствене заштите све до октобра 1919. и за собом оставила опрему и хируршке инструменте. 

Шкотланђанке су у Врању  у коме  је владала очајничка потреба за њиховом помоћи, затекле  стравичну ситуацију у врањској касарни, у којој је требало да оснују  и развију болницу. Била је то заправо огромна, неописиво прљава касарна чије су таванице било изузетно високе, а подови од олајисаног патоса, препуна француских, британских, бугарских и српских рањеника, који су били у грозници, у бунилу, а често и на самрти. У болници није било ни електричне струје:
| „ | Сестре у ноћној смени радиле су све време и посећивале су најтеже случајеве, а свака је носила фењер, јер било је мрачно као у јами. | ” |

До доласка Болнице шкотских жена — Јединица „Америка“, у објекту је радило Друго дринско завојиште са својим лекарима и особљем, чија хируршка сала је према записима  докторке Изабел Хатон изгледала овако: 
| „ | Операциона сала била је грозна и ништа што сам замишљала о прелистеровском или средњевековним временима није било приближно овим грозотама. Сто на ногарама, прекривен америчком браон тканином, стајао је на средини собе, а дрвени под био је прекривен крвљу. Неколико тестера и ножева лежало је около, а канте пуне делова ногу и руку лежале су око стола и биле су црне од мува. Хирурзи, са заврнутим рукавима и у непромочивим кецељама, које су биле црне и црвене од старе и свеже крви, радили су непрекидно, без анестетика, док су рањеници понављали срцепарајуће ’Куку мајко, куку мајко! Остани са нама и спаси нас!’, тражили су болесници пошто су нам се прикачили. | ” |

Нимало није био лак задатак у условима  без довољног броја лекара, без сестара и одговарајуће организације, преузети болницу и у њој организовати рад, и од ње начинити уредну и ефикасну институцију. Са овим задатком суочила се др Емсли у Врању, али је захваљујући знању, умећу и храбрости у болници основала неколико одељења:
- опште,
- хируршко,
- рендгенолошко,
- операцопну салу,
- инфективно,
- лабораторију
- апотеку.

Нешто касније формирано је:
- гинеколошко одељење,
- дечије хируршко одељење.

Рад болнице „Америка“ у Врању одвијао се у више праваца, осим свакодневног рада с пацијентима/болесницима, особље је вршило регрутације и/или отпусте из војне службе из здравствених разлога (попут неке врсте војне инвалидске комисије), старало се и о бугарским заробљеницима у оближњем заробљеничком логору, и о опоравцима у Врањској Бањи.

## Резултати рада
Табела бр 1
| Дијагнозе пацијената примљених у болницу у Врању у време док су у њој радили лекари и медицинске сестре из Аустралије. | Дијагнозе пацијената примљених у болницу у Врању у време док су у њој радили лекари и медицинске сестре из Аустралије. | Дијагнозе пацијената примљених у болницу у Врању у време док су у њој радили лекари и медицинске сестре из Аустралије. | Дијагнозе пацијената примљених у болницу у Врању у време док су у њој радили лекари и медицинске сестре из Аустралије. | Дијагнозе пацијената примљених у болницу у Врању у време док су у њој радили лекари и медицинске сестре из Аустралије. | Дијагнозе пацијената примљених у болницу у Врању у време док су у њој радили лекари и медицинске сестре из Аустралије. | Дијагнозе пацијената примљених у болницу у Врању у време док су у њој радили лекари и медицинске сестре из Аустралије. | Дијагнозе пацијената примљених у болницу у Врању у време док су у њој радили лекари и медицинске сестре из Аустралије. | Дијагнозе пацијената примљених у болницу у Врању у време док су у њој радили лекари и медицинске сестре из Аустралије. | Дијагнозе пацијената примљених у болницу у Врању у време док су у њој радили лекари и медицинске сестре из Аустралије. |
| Дијагноза | до 27. X. 1918. | 30 i 31. X. 1918. | X. 1918. | XII. 1918. | I. 1919. | II. 1919. | III. 1919. | IV. 1919. | Укупно |
| --- | --- | --- | --- | --- | --- | --- | --- | --- | --- |
| Шпански грип | 86 | 1 | 114 | 62 | 28 | 3 | 22 | 18 | 334 |
| Маларија | 125 | 10 | 99 | 63 | 49 | 17 | 23 | 16 | 402 |
| Тифус | - | - | - | 12 | 4 | 12 | 48 | 78 | 154 |
| Пнеумонија, бронхитис и туберкулоза                                                                                    | 69 | 14 | 87 | 81 | 50 | 62 | 85 | 52 | 500 |
| Хируршки | 102 | 3 | 44 | 42 | 39 | 55 | 48 | 37 | 370 |
| Остали | 68 | 6 | 202 | 139 | 154 | 73 | 103 | 83 | 828 |
| УКУПНО | 450 | 34 | 546 | 399 | 324 | 222 | 329 | 284 | 2.588 |

Табела бр 2
| Националности примљених на лечење у периоду крај октобра 1918 до 30 априла 1919. године | Националности примљених на лечење у периоду крај октобра 1918 до 30 априла 1919. године | Националности примљених на лечење у периоду крај октобра 1918 до 30 априла 1919. године | Националности примљених на лечење у периоду крај октобра 1918 до 30 априла 1919. године | Националности примљених на лечење у периоду крај октобра 1918 до 30 априла 1919. године | Националности примљених на лечење у периоду крај октобра 1918 до 30 априла 1919. године | Националности примљених на лечење у периоду крај октобра 1918 до 30 априла 1919. године | Националности примљених на лечење у периоду крај октобра 1918 до 30 априла 1919. године | Националности примљених на лечење у периоду крај октобра 1918 до 30 априла 1919. године |
| Националност                                                                            | X                                                                                       | XI                                                                                      | XII                                                                                     | I                                                                                       | II                                                                                      | III                                                                                     | IV                                                                                      | Укупно                                                                                  |
| --------------------------------------------------------------------------------------- | --------------------------------------------------------------------------------------- | --------------------------------------------------------------------------------------- | --------------------------------------------------------------------------------------- | --------------------------------------------------------------------------------------- | --------------------------------------------------------------------------------------- | --------------------------------------------------------------------------------------- | --------------------------------------------------------------------------------------- | --------------------------------------------------------------------------------------- |
| Срби (војници)                                                                          | 234                                                                                     | 174                                                                                     | 180                                                                                     | 149                                                                                     | 126                                                                                     | 137                                                                                     | 109                                                                                     | 1.113                                                                                   |
| Срби (цивили)                                                                           | 17                                                                                      | 45                                                                                      | 45                                                                                      | 71                                                                                      | 31                                                                                      | 32                                                                                      | 47                                                                                      | 288                                                                                     |
| Британци                                                                                | 5                                                                                       | 20                                                                                      | 31                                                                                      | 8                                                                                       | 5                                                                                       | 7                                                                                       | 0                                                                                       | 79                                                                                      |
| Французи                                                                                | 13                                                                                      | 131                                                                                     | 1                                                                                       | 8                                                                                       | 3                                                                                       | 1                                                                                       | 0                                                                                       | 157                                                                                     |
| Руси                                                                                    | 2                                                                                       | 9                                                                                       | 0                                                                                       | 12                                                                                      | 0                                                                                       | 0                                                                                       | 0                                                                                       | 23                                                                                      |
| Аустријанци                                                                             | 83                                                                                      | 33                                                                                      | 1                                                                                       | 0                                                                                       | 0                                                                                       | 0                                                                                       | 0                                                                                       | 117                                                                                     |
| Немци                                                                                   | 31                                                                                      | 16                                                                                      | 2                                                                                       | 4                                                                                       | 0                                                                                       | 0                                                                                       | 0                                                                                       | 53                                                                                      |
| Бугари                                                                                  | 95                                                                                      | 109                                                                                     | 138                                                                                     | 71                                                                                      | 57                                                                                      | 152                                                                                     | 125                                                                                     | 747                                                                                     |
| Турци                                                                                   | 0                                                                                       | 5                                                                                       | 0                                                                                       | 0                                                                                       | 0                                                                                       | 0                                                                                       | 0                                                                                       | 5                                                                                       |
| Италијани                                                                               | 0                                                                                       | 4                                                                                       | 0                                                                                       | 1                                                                                       | 0                                                                                       | 0                                                                                       | 0                                                                                       | 5                                                                                       |
| Грци                                                                                    | 0                                                                                       | 0                                                                                       | 1                                                                                       | 0                                                                                       | 0                                                                                       | 0                                                                                       | 0                                                                                       | 1                                                                                       |
| Укупно                                                                                  | 484                                                                                     | 546                                                                                     | 546                                                                                     | 399                                                                                     | 222                                                                                     | 329                                                                                     | 284                                                                                     | 2.588                                                                                   |

Табела бр 3
| Националност пацијената умрлих у болници од октобра 1918 закључно до јула 1919. године | Националност пацијената умрлих у болници од октобра 1918 закључно до јула 1919. године | Националност пацијената умрлих у болници од октобра 1918 закључно до јула 1919. године | Националност пацијената умрлих у болници од октобра 1918 закључно до јула 1919. године | Националност пацијената умрлих у болници од октобра 1918 закључно до јула 1919. године | Националност пацијената умрлих у болници од октобра 1918 закључно до јула 1919. године | Националност пацијената умрлих у болници од октобра 1918 закључно до јула 1919. године |
| Срби (војници)                                                                         | Срби (цивили)                                                                          | Британци                                                                               | Французи                                                                               | Аустријанци                                                                            | Бугари                                                                                 | Укупно                                                                                 |
| -------------------------------------------------------------------------------------- | -------------------------------------------------------------------------------------- | -------------------------------------------------------------------------------------- | -------------------------------------------------------------------------------------- | -------------------------------------------------------------------------------------- | -------------------------------------------------------------------------------------- | -------------------------------------------------------------------------------------- |
| 63                                                                                     | 29                                                                                     | 12                                                                                     | 13                                                                                     | 4                                                                                      | 138                                                                                    | 220                                                                                    |

## Епилог
Одлазећи из Врања, др Емсли и њена екипа остаће запамћене по томе:
- Што су од 30. октобра 1918, када је јединица „Америка“ примила своје прве врањске болеснике, до 30. априла 1919. године збринуле 2.588 рањеника и болесника, а од новембра 1918 до јула 1919. године примиле (прегледале и лечиле) приближно 11.263 амбулантних болесника, и то у првих шест месеци 5.418, а у наредна три 5.845.
- Што је морталитет (смртност) пацијената примљених у болницу, у периоду крај октобра 1918 па до јула (закључно) 1919. године изнео нешто више од 8% (од 3.127 умрло је 258).[5]
- Што су поставиле темеље развоју здравствене заштите у ратом опустошеном Врању и овом делу балканског простора, у време када је увелико владала општа беда и сиромаштво.
- Што су  за собом оставиле (поклониле) готово целу једну болница (са опремом, постељама, операционом салом, хируршким инструментима, кухињом, лабораторијом итд., како би се од тога образовало језгро будуће врањске окружне болнице.

Неостварена идеја Изабел Емсли
Због неразумевање надлежних у Британији, неколико идеје вредних пажње, Изабел Емсли нису реализоване:
| „ | Тражила је од Комитета Болница жена Шкотске у Единбургу да се у Врању формира трајна болница, јер је предвиђала да тек предстоји огроман медицински посао, пре свега због заосталости у здравственој култури народа овога краја. Такође, залагала се да се отвори школа за медицинске сестре и да се тако шири знање о стручној медицинској нези болесника широм земље. | ” |

## Признање за рад
По завршетку Првог свестког рата педесет две чланице Јединице „Америка“ Болнице шкотских жена, дванаест лекарки и четрдесет медицинских сестара и болничарки одликовано је Орденом српског Црвеног крста.
Орден Светог Саве добиле су др Агнес Бенет, др Лилијан Купер, др Мери де Гарис, др Изабел Емсли, др Џеси Скот, др Сибил Луис, др Лилиан Мункастер и Мери Џозефин Бедфорд.
И Врањанци су хуманост Шкотске женске болнице, наградили:
- спомеником испред Дома здравља у Врању,
- давањем имена докторке Изабел Емсли Хатон средњој Медицинској школи у Врању, 2011. године.